# Улица Ата
Улица А́та (латыш. Ata iela) — улица в Латгальском предместье города Риги, в Гризинькалнсе. Начинается от перекрёстка улицы Пернавас с улицами Варну и Алаукста, проходит по северной и (делая поворот на 90°) восточной границе парка Гризинькалнс, заканчивается тупиком вблизи железнодорожных путей. С другими улицами не пересекается.
Общая длина улицы составляет 537 метров. Общественный транспорт по улице не курсирует.

## История
Название улице присвоено в 1885 году; первоначально также называлась улицей Атта или Отто. Переименований улицы не было. По другую сторону улицы от парка располагались артиллерийские казармы, которые некогда занимал 5-й Цесисский пехотный полк. С 1941 по 1944 год в этих казармах был размещён концлагерь Шталаг-350. Во времена Латвийской ССР казармы использовались для нужд Советской Армии.